# 4Kids Entertainment
4Kids Entertainement (plus tard connue sous l'appellation 4Licensing Corporation) est une société américaine de production de films et de séries télévisées, et l'un des plus grands distributeurs au monde de produits télévisuels à destination des enfants.
4Kids Entertainement est surtout connue pour les doublages d'animés japonais se spécialisant dans l'acquisition, la production, et le licensing du divertissement des enfants aux États-Unis. Elle produit aussi deux programmes TV : The CW4Kids sur The CW et 4Kids TV sur les stations de FOX, tous les deux étant conçus pour les enfants.

## Histoire
La société est principalement connue pour sa gamme de licences télévisées, qui incluent les franchises japonaises d'animés Pokémon et Yu-Gi-Oh!. La première série de dessin animé que 4Kids a doublé ont été les neuf premières saisons de Pokémon, sorties sur Kids' WB aux États-Unis.

À partir du 27 décembre, 2008, le programme 4KidsTV s'est arrêté sur Fox, laissant 4Kids diffuser uniquement The CW4Kids.

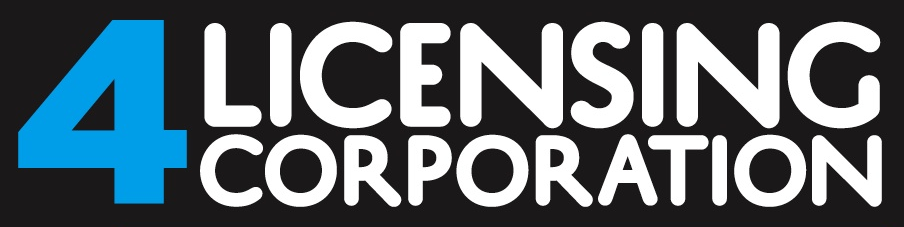
Logo 4Licensing Corporation.

À la suite d'une déclaration de faillite en raison d'une poursuite judiciaire au sujet de la franchise Yu-Gi-Oh!, la compagnie se repabtise 4Licensing Corporation en 2012. La compagnie déclare faillite une seconde fois en 2016. Le plan de faillite est entré en vigueur le 7 février 2017 et la compagnie a cessé ses activités.

## Productions
4Kids Entertainment licencie, développe, et distribue une large variété de produits liés aux médias, allant des jeux vidéo et des programmes télévisés aux jouets de la Royal Air Force. Ceux-ci ont inclus des programmes bien connus tels que Pokémon et Yu-Gi-Oh!. Son film ayant eu le plus de succès à ce jour est Pokémon, le film : Mewtwo contre-attaque. 4Kids se concentre à licencier des contenus pour le marché des enfants et préadolescents, incluant des contenus pour à la fois les filles et les garçons. Plusieurs de ses licences viennent de doublage anglais de séries animés japonaises, dont Fighting Foodons, et Shaman King, tandis que d'autres sont des séries d'animations occidentales ou des propriétés comme Chaotic, ou Retour vers le futur.
Plusieurs programmes sont ou licenciés hors des stations locales, ou diffusés sur le programme qui leur est consacré 4Kids TV. Typiquement, 4Kids conservera plusieurs propriétés pendant une certaine durée (telle que Yu-Gi-Oh! GX), ou en production pour autoriser un remplacement de leur produits existants. 4Kids licencie aussi, et vend, un certain nombre de produits non basés sur l'animation, tels que des calendriers comme The Dog, et des jouets comme Cabbage Patch Kids.

## Télévision

### 4Kids TV
En fin janvier 2002, 4Kids Entertainment a signé un marché de 4 ans de 100 millions de dollars avec Fox Broadcasting Company pour diffuser ses programmes hebdomadaires le samedi matin. Ils débutèrent le 14 septembre 2002 en tant que FoxBox après que Fox Kids ait été dissout suivant l'achat de Fox Family Worldwide par Disney. FoxBox le rebaptisa « 4Kids TV » en janvier 2005. 4Kids Entertainment est entièrement responsable du contenu du programme et collecte tous les gains publicitaires sous-jacents. 4Kids Entertainment a annoncé qu'il mettait fin au contrat avec Fox et qu'il terminerait les séries de programmes sur la chaîne fin 2008,. La dernière diffusion de 4Kids TV sur Fox fut le 27 décembre 2008.
Plusieurs des licences distribuées par 4Kids Entertainment, et présentées sur 4Kids TV sont gérées par 4Kids Productions, qui est une filiale appartenant complètement à 4Kids Entertainment. Lancée pour la première fois en 1992, 4Kids Productions traite principalement avec les télévisions, les films, les DVD, licences de musiques et gère actuellement la programmation pour 4KidsTV[réf. nécessaire].

### The CW4Kids

Logo CW4Kids.

Le 2 octobre 2007, Warner Bros. et CBS ont annoncé que les programmes de Kids' WB sur leur réseau leur appartenant tous deux, The CW, termineraient en septembre 2008, et ne seraient plus vendus et produits en interne, à cause de facteurs incluant les publicités pour le développement des enfants et les restrictions marketing, ainsi que la compétition du câble. Les droits pour les 5 heures de programmes du samedi matin ont été achetés par 4Kids, et ils ont commencé à diffuser leurs propres programmes (ainsi qu'avec 3 anciens programmes de Kids' WB) en septembre 2008.
À cause de ce marché additionnel, 4Kids sera programmé sur The CW et Fox pendant la saison 2008-09 donnant à 4Kids 9 heures de programmation combinée pour les enfants sur deux réseaux de diffusion, puisque l'actuel marché de 4KidsTV court jusqu'au 27 décembre 2008. Le nouveau programme s'appelle The CW4Kids et a débuté le 24 mai 2008. 3 anciens programmes de 4Kids TV étaient annoncés à la diffusion comme Sonic X, Dinosaur King, Kirby: Right Back at Ya!, et Les Tortues ninja: Fast Forward. D'autres nouveaux programmes sont ainsi diffusés comme Rollbots, Biker Mice from Mars, HTDT, et Winx Club.

### Hors des États-Unis
Au Royaume-Uni et en Irlande, plusieurs animés de 4Kids TV (notamment les dessins animés des franchises Yu-Gi-Oh! et Pokémon) étaient diffusés en souscrivant à la chaîne de divertissement Sky One, généralement diffusés tôt le matin (à noter que Sky a une relation corporative avec Fox, via l'entreprise parente News Corporation). D'autres chaînes qui montrent ou qui ont montré des programmes appartenant à 4Kids sont CITV, Jetix, Nickelodeon et Cartoon Network au Royaume-Uni, RTÉ 2 en Irlande, et RTL 2 en Allemagne. Et aussi, Mew Mew Power et Winx Club sortirent sur Popgirl.

## Autres faits notables
Le 17 janvier 2006, 4Kids et Microsoft ont signé un contrat pour licencier des jeux vidéo pour enfants exclusivement pour la console de jeu Xbox 360, dans un effort pour offrir plus de jeux vidéo pour enfants sur la console, dont la ludothèque est actuellement dominée par des jeux qui ciblent le marché des 12 ans et plus. Un des premiers titres annoncés était Viva Piñata qui a été développé par Rare.
Le 18 avril 2006, 4Kids a annoncé la création d'une nouvelle filiale appelée 4Sight Licensing Solutions Inc. qui licencierait et commercialiserait des marques destinées aux adultes, adolescents et préadolescents. « Nous avons construit une impressionnante liste de propriétés de divertissement captivante et à succès à destination des enfants » explique Alfred Kahn. « Étant donné l'augmentation du nombre de marques que nous représentons qui se focalise sur une audience plus âgée, nous sentions qu'il serait bénéfique d'organiser une nouvelle filiale principalement consacrée à la commercialisation et au licensing de ces marques. Nous croyons que nous pouvons utiliser avec succès notre marketing et notre expertise du licensing pour construire une marque de valeur pour les propriétés ciblant un consommateur plus âgé qui ne sont pas nécessairement des médias ou le doublage des personnages. »

## Poursuites en justice et première faillite
TV Tokyo et Nihon Ad Systems devront attendre avant de poursuivre leur action en justice contre la société américaine. En effet, elle s'est mise sous la protection du chapitre 11 de la loi sur la faillite, comme elle l'avait promis si un accord ne pouvait être trouvé entre elle et les propriétaires de la licence Yu-Gi-Oh!.
TV Tokyo et Nihon Ad Systems avaient décidé de poursuivre 4Kids Entertainment car celle-ci n'aurait pas respecté les termes du contrat d'exploitation de la licence Yu-Gi-Oh!. Selon les japonais, 4Kids ne leur aurait pas versé toutes les royalties qu'elle devait et aurait même conspiré avec Funimation pour cacher des revenus générés par cette licence. Finalement, la société américaine et les sociétés japonaises n'ont pas réussi à trouver un accord et la direction de 4Kids a aussitôt décidé de se placer sous la protection du chapitre 11 de la loi sur la faillite,. Celui-ci permet à une société de maintenir ses actifs (ce qui peut inclure des licences, en l'occurrence ça sera le cas) pour arriver à se réorganiser. Les poursuites judiciaires contre 4Kids sont aussi gelées et ce jusqu'à ce que la Cour en décide autrement. Dans un communiqué publié sur Yahoo! Finance, le directeur par intérim de 4Kids (le précédent a quitté ses fonctions après de lourdes pertes financières de la société en 2010), Michael Goldstein a tenu à rassurer les clients et partenaires de la société, sur le fait qu'elle maintiendrait ses activités au même niveau. Il a aussi déclaré : « La société va aussi continuer d'explorer ses alternatives stratégiques, y compris, la possibilité de vendre l'affaire ou une réorganisation en une société plus concentrée et plus forte. »
À propos, de l'affaire de Yu-Gi-Oh! il a affirmé : « Nous avons fait tous les efforts pour parvenir à un accord avec les détenteurs de la licence. Étant donné que la société n'a pas reçu de réponse positive à sa proposition d'accord de la part des détenteurs de la licence, la direction n'avait pas d'autre choix que d'autoriser le dépôt d'un dossier de faillite chapitre 11. Ceci afin de protéger au mieux les affaires et les actifs de 4Kids Entertainment. Nous continuons de croire que la rupture du contrat Yu-Gi-Oh! était illicite. » Il a ajouté : « Si la Cour statue en faveur de la société, 4Kids réclamera le remboursement complet des dommages de cet important préjudice que les détenteurs de la licence ont causé aux affaires de 4Kids. » Depuis que 4Kids a appliqué le chapitre 11 de la loi sur les faillites des États-Unis, Saban Entertainment a acquis les droits de la version américaine de l'anime Sonic X. Konami a aussi pris les droits de Yu-Gi-Oh!.

## Pratiques éditoriales
La direction de 4Kids Entertainment a indiqué qu'elle cherche à localiser les animés afin que les enfants des pays anglophones puissent les comprendre, jugeant que cette localisation est nécessaire afin que ces titres soient commercialisables. Pour la plupart des titres, ces localisations sont réalisées de différentes manières : 4Kids peut chercher à américaniser un programme en changeant les noms des personnages, les dialogues, les musiques, la nourriture, ou les stéréotypes qui seraient non familiers ou même offensifs pour un public américain, mais qui finira par rendre confus les téléspectateurs qui avaient déjà vu le programme original en japonais. Ils peuvent aussi retirer des objets suggestifs comme la plupart du temps les cigarettes ou les pistolets (les remplaçant par des sucettes, pistolets à eau ou par rien), croix, ou contenu considérés trop violents ou suggestifs pour les enfants américains. Par exemple, dans Yu-Gi-Oh!, la question de la mort est évitée dans la version localisée, avec les personnages morts qui sont envoyés aux Royaumes des Ombres - bien que cela puisse générer des erreurs dans l'intrigue, à cause du fait que quelqu'un puisse être ressuscité du Royaume des Ombres, mais aussi puisque le Royaume des Ombres est un vrai lieu, indépendant de la mort. D'autres exemples incluent des suppressions de scènes de "violence" dans One Piece, de "charme" dans Sonic X et la suppression d'épisodes de Pokémon.
Dans une interview avec Al Kahn, le CEO de 4Kids, quand on demandait comment la firme décide de quelles propriétés ou d'animés acquérir, il répondait que, « Nous regardons des choses comme la popularité, mais aussi si ça peut se commercialiser ; pouvons-nous le licencier, pouvons-nous licencier des produits pour cela ? C'est vraiment la principale question pour nous… le modèle de jeu, si c'est populaire et comment ça se commercialise. Si nous ne pouvons pas le commercialiser, ça n'a vraiment pas beaucoup d'intérêt pour nous. » Kahn disait dans la même interview que c'était nécessaire, car autrement adapter un animé ne serait pas commercialement viable à cause du deuxième doublage, de la réédition, et le ré-arrangement qu'effectue 4Kids. 4Kids Entertainment reste largement impassible par ces revendications, indiquant que « …si les fans d'animés veulent cette programmation venir aux États-Unis, ils se doivent d'accepter le fait que ça va être disponibles en deux styles. »
Une étude de mars 2006 par le Parents Television Council sur la violence dans les programmes télévisés des enfants ont montré que les doublages de 4Kids pour Shaman King étaient trop violents pour les enfants. L. Brent Bozell a également souligné, dans une de ses colonnes hebdomadaires, que les doublages de 4Kids pour Shaman King  lui paraissent avoir d'excessifs « pièges culturels ».